# Martin Gardner
Martin Gardner   (Tulsa, 21 d'octubre de 1914 - Norman, 22 de maig de 2010) va ser un matemàtic, divulgador científic i filòsof de la ciència estatunidenc. Es va fer molt popular per les seves obres de matemàtica recreativa i divulgació en ciències populars amb interessos que abastaven també l'escepticisme científic, la micromàgia, la filosofia, la religió i la literatura, especialment els escrits de Lewis Carroll, L. Frank Baum i G. K. Chesterton. També va ser una de les principals autoritats de Lewis Carroll. L'Anícia anotada, que incorporava el text dels dos llibres d'Alicia de Carroll, va ser la seva obra amb més èxit i es va vendre més d'un milió d'exemplars. Va tenir un interès permanent per la màgia i la il·lusió i va ser considerat com un dels mags més importants del segle xx. Va ser considerat el doyen dels enigmes nord-americans. Va ser un autor prolífic i versàtil, que va publicar més de 100 llibres.
Gardner va ser conegut sobretot per crear i mantenir l'interès per les matemàtiques recreatives —i per extensió, les matemàtiques en general— al llarg de la segona meitat del segle xx, principalment a través de les seves columnes "Jocs matemàtics". Aquests van aparèixer durant vint-i-cinc anys a Scientific American i els seus llibres posteriors recollint-los.
Gardner va ser un dels principals polemistes contra la pseudociència del segle xx. El seu llibre Fads and Fallacies in the Name of Science de 1957 es va convertir en una obra clàssica i seminal del moviment escèptic. El 1976 es va unir amb altres escèptics per fundar CSICOP, una organització que promou la investigació científica i l'ús de la raó en l'examen de reclamacions extraordinàries.

## Biografia

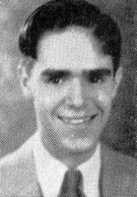

Martin Gardner va néixer a Tulsa, Oklahoma, era fill d'un geòleg de petroli. Va mostrar un interès especial per a jocs i puzles des de molt petit. Va estudiar a la Universitat de Chicago i el 1936 va obtenir la seva llicència de filosofia. Després d'acabar els estudis uns dels seus treballs primerencs van ser com a reporter al Tulsa Tribune, escriptor d'Oficina de Relacions Públiques de la Universitat de Chicago i treballador en cas pel Cinturó Negre de Chicago, per l'Administració d'Alleugeriment de la ciutat. Durant la Segona Guerra Mundial, es va exercir com administratiu a bord del destructor USS Pope.
Quan va acabar la guerra, a l'agost de 1945, Gardner, va tornar a la Universitat de Chicago. Allà, va assistir a l'escola de postgrau durant un any, però no va aconseguir el grau avançat. Cinc anys més tard, el 1950, va publicar un article a la revista Antioch Review, titulat L'Ermità Científic, un treball pioner en aquella època. Va tenir un èxit prou accentuat perquè dos anys més tard es publiqués en una versió molt més ampliada com el seu primer llibre: In the Name of Science.
A finals de l'any 1940, Gardner es va traslladar a Nova York i va començar a treballar com a escriptor i dissenyador de la revista Humpty Dumpty, on s'estaria els següents vuit anys. Els seus jocs de puzles a la revista, van fer que aconseguís una feina a la revista Scientific American. Ell també tenia interès per la màgia matemàtica. Era capàs d'explicar un truc de màgia matemàticament.
Durant molts anys, Gardner, la seva esposa Charlotte i els seus dos fills, van viure a Nova York. Gardner es guanyava la vida com un escriptor independent i publicava diversos llibres per a editors diferents, juntament amb els centenars de revistes i articles periodístics. L'any 1960, va publicar el seu llibre més venut, The annotated Alice. Aquest es va vendre més d'un milió de còpies arreu del món en diversos idiomes.
Gardner i la seva esposa, Charlotte, es van retirar l'any 1979. Van marxar a viure a Hendersonville, Califòrnia. Allà Gardner va seguir escrivint i cercant sobretot en els seus llibres anteriors. Podríem dir que Gardner mai es va jubilar del tot. Charlotte va morir l'any 2000, després d'aquest fet, Gardner va marxar a viure a Norman, Oklahoma, amb el seu fill, James Gardner, que era professor de la Universitat d'Oklahoma. Va morir el 22 de maig del 2010. La seva autobiografia, Undiluted Hocus-Pocus: The autobiography of Martín Gardner, va ser publicada posteriorment.

## Obres
A la seva columna de Scientific American, podem trobar articles de tots els temes relacionats amb les matemàtiques: Flexàgons (el primer article de la columna), el Joc de la Vida de Conway, el cub Soma, Escher... Temàtiques pròpies de la Matemàtica recreativa. Amb els seus articles aconseguia que qualsevol persona entrés en el món de les matemàtiques.
És l'autor de més de 70 llibres, principalment dedicats a les matemàtiques recreatives —molts dels quals són recopilacions dels seus articles del Scientific American—, encara que també ha escrit sobre filosofia, fenòmens paranormals —amb l'objectiu de desmarcar teories científiques— i versions comentades de clàssis, com ara d'Alícia al País de les Maravelles.
Algunes de les seves obres originals van ser les següents:
- Match-ic (1936).
- 12 Tricks with a Borrowed Deck (1940).
- In the Name of Science: An Entertaining Survey of the High Priests and Cultists of Science, Past and Present (1952).
- Mathematics, Magic, and Mystery (1956).
- Logic Machines and Diagrams (1958).
- Relativity for the Million (1962).
- The Ambidextrous Universe: Mirror Asymmetry and Time-Reversed Worlds (1964).
- Never Make Fun of a Turtle, My Son (1969).
- Confessions of a Psychic: The Secret Notebooks of Uriah Fuller (1975).
- Aha! Insight (1978).
- Further Confessions of a Psychic: The Secret Notebooks of Uriah Fuller (1980).
- Aha! Gotcha: Paradoxes to Puzzle and Delight (1982).
- Baffling Brainteasers (1983).
- The Encyclopedia of Impromptu Magic (1985).
- The Wreck of the Titanic Foretold? (1986).
- How Not to Test a Psychic: Ten Years of Remarkable Experiments with Renowned Clairvoyant Pavel Stepanek (1989).
- The Healing Revelations of Mary Baker Eddy (1993).
- My Best Mathematical and Logic Puzzles (1994).
- Die of Another Color (1995).
- The Universe in a Handkerchief: Lewis Carroll's Mathematical Recreations, Games, Puzzles, and Word Plays (1996).
- Match Magic: More Than Seventy Impromptu Tricks With Matches (1998).
- Visitors from Oz (1998).
- The Colossal Book of Wordplay (2010).
- Undiluted Hocus-Pocus: The Autobiography of Martin Gardner (2014).

## Remembrança
Des de 2014, arreu del món s'organitzen actes per commemorar l'aniversari del naixement de Martin Garden: G4G Celebration of Mind Arxivat 2017-05-05 a Wayback Machine. (G4G-CoM). Actualment té lloc cada dos anys, a Atlanta (Georgia, USA), la trobada Gathering for Gardner, que aplega membres de la comunitat matemàtica, científica, artística i de la màgia, al voltant de la figura de Gardner i de tots els aspectes que va treballar (2016: dotzena edició, etiquetada G4G12).
El Museu de Matemàtiques de Catalunya MMACA en la seva seu del Palau Mercader de Cornellà ha posat el nom de Martin Gardner a una de les seves sales.